# Chyliza prominens
Chyliza prominens är en tvåvingeart som beskrevs av Shatalkin 1998. Chyliza prominens ingår i släktet Chyliza och familjen rotflugor. Inga underarter finns listade i Catalogue of Life.